# Ethan Dizon
Ethan C. Dizon (*  2002 in Los Angeles, Kalifornien) ist ein US-amerikanischer Schauspieler.

## Leben und Karriere
Ethan Dizon wurde im Jahre 2002 in Los Angeles, Kalifornien als Sohn einer Familie chinesisch-philippinischer Abstammung geboren. Neben ihm übernahmen auch seine Mutter und seine jüngeren Brüder einige Schauspielrollen. Sein Urgroßvater ist der Weltkriegsveteran Lim Poon Lee.
Seit seinem sechsten Lebensjahr ist Dizon als Schauspieler aktiv. Seine erste Rolle war die des aufmüpfigen Vorschülers Ben, den er in zwei Folgen der vierten Staffel der erfolgreichen Sitcom How I Met Your Mother spielte. Weitere Gastauftritte folgten etwa in Ehe ist…, Nicky, Ricky, Dicky & Dawn und Grey’s Anatomy. Im Jahr 2013 spielte Dizon die Hauptrolle des Pete in dem Film Mister & Pete gegen den Rest der Welt an der Seite von Skylan Brooks, Anthony Mackie und Jennifer Hudson. Für seine Darstellung erhielt er viel Lob seitens der Kritiker.
Weitere Filmauftritte folgten etwa in Bad Words oder Get A Job. 2017 spielte Dizon die Rolle des Schülers Tiny McKeever in der Marvel-Verfilmung Spider-Man: Homecoming.

## Filmografie (Auswahl)
- 2008–2009: How I Met Your Mother (Fernsehserie, 2 Episoden)
- 2009: Ehe ist… (Fernsehserie, Episode 4x06)
- 2012: Paulie (Kurzfilm)
- 2012: Grey’s Anatomy (Fernsehserie, Episode 9x07)
- 2013: Mister & Pete gegen den Rest der Welt (The Inevitable Defeat of Mister & Pete)
- 2013: Sullivan & Son (Fernsehserie, Episode 2x04)
- 2013: Bad Words
- 2013: Awkward – Mein sogenanntes Leben (Awkward, Fernsehserie, 2 Episoden)
- 2014: About a Boy (Fernsehserie, Episode 1x07)
- 2014: The League (Fernsehserie, Episode 6x10)
- 2015: Nicky, Ricky, Dicky & Dawn (Fernsehserie, Episode 1x13)
- 2016: Childrens Hospital (Fernsehserie, Episode 7x07)
- 2016: Get a Job
- 2017: Spider-Man: Homecoming
- 2018: American Housewife (Fernsehserie, Episode 2x14)
- 2018: Avengers: Infinity War